# Projeção Dymaxion
O mapa Dymaxion ou mapa Fuller é uma projeção de um mapa mundo na superfície de um poliedro, que pode ser desdobrada para uma rede de muitas maneiras diferentes e achatada para formar um mapa bidimensional, que retém a maior parte da integridade proporcional relativa do mapa-múndi.
Foi criado por Buckminster Fuller, e patenteado por ele em 1946, o pedido de patente, indicando uma projeção sobre um cuboctaedro. A versão 1954 publicado por Fuller com o título The World Map usado um pouco modificado, mas principalmente icosaedro regular como a base para a projeção, e esta é a versão mais conhecida até hoje. O Dymaxion nome foi aplicado por Fuller para várias de suas invenções.
Diferente da maioria das projeções, o Dymaxion é destinado apenas a representações de todo o globo. Não é uma projeção gnomónico, por meio de dados global se expande a partir do ponto central de uma faceta tangente exterior às bordas. Em vez disso, cada aresta do triângulo do mapa Dymaxion corresponde à escala de um círculo parcial de um grande globo correspondente, e outros pontos dentro de cada faceta encolher em direção ao seu meio, ao invés de ampliar para as periferias.